# Рожен, Леонид Николаевич
Леони́д Никола́евич Ро́жен (укр. Леонід Миколайович Рожен; род. 2 февраля 1952) — украинский государственный деятель, начальник Главного управления разведки Службы безопасности Украины, генерал-лейтенант запаса.
- февраль 1999 — ноябрь 2000 — начальник Главного управления разведки СБУ.